# Font de la Mare de Déu (Manlleu)
La Font de la Mare de Déu és una font de Manlleu (Osona) inclosa a l'Inventari del Patrimoni Arquitectònic de Catalunya.

## Descripció
La font forma un espai excavat sota l'actual plaça de Dalt Vila, de planta rectangular i coberta amb volta de canó. S'hi accedeix per unes escales que corregeixen el desnivell del terreny.
A la paret del fons s'hi obren dues aixetes per aconseguir l'aigua i, a la part baixa dels murs laterals, hi ha uns bancs de pedra que envolten les piques on cau l'aigua.
Hi ha una imatge de la Mare de Déu amb el nen als braços, que sosté la bola del món a la mà esquerra dins una fornícula barroca amb la data de 1722 a la base. La Verge està sobre un pedestal i inclosa en una fornícula semicircular coronada per una petxina i emmarcada amb uns baixos relleus esculpits en la pedra amb motius d'iconografia vegetal. La fornícula està recolzada per dos modillons treballats. Aquest tipus d'imatge de la verge és una evolució formal de les talles romàniques de fusta, pròpies de l'època medieval que, per motius de tradicionalisme formal han anat perdurant durant èpoques posteriors.

## Història
És un clar element característic de la ciutat, de manera que ha donat nom al carrer i encara avui, molts ciutadans de Manlleu hi van a buscar aigua.
L'origen cal cercar-lo en una antiga font que hi havia, en època medieval davant mateix de l'església de Santa Maria en l'anomenada, precisament, plaça del Pou. Quan es va urbanitzar el sector de l'actual plaça de Dalt Vila, amb un anivellament de les terres, aquesta font va transformar-se en un pou. La dificultat per extreure'n l'aigua va aconsellar la canalització de la deu. El marquès d'Aitona, Gastón de Moncada, propietari dels terrenys va permetre les obres que van concloure el 1722 amb la conducció de l'aigua mitjançant una mina amb parets fetes de còdols de riu.
El 16 de febrer de 1724, l'intendent general de Catalunya, Josep Pedrejàs, va concedir la llicència d'ús de les aigües sobrants als regidors i comú dels veïns de Manlleu a canvi del pagament anual d'un sou i cinquanta rals, en moneda de Barcelona, a la hisenda reial. Les aigües que no s'aprofitaven i que no s'utilitzaven, van ser canalitzades fins a un abeurador de bestirar instal·lat el 1850 a la part alta del carrer d'Enric Delaris (popularment conegut com a Call de Ter).
La devoció dels manlleuencs per la Mare de Déu de la Font ha estat molt arrelada. A mitjan segle xix, el Dr. Ramon Andreu ja va compondre uns goigs que deien: "De Manlleu sou nomenada, amparo de tot Manlleu" i en aquella època estava envoltada de retaules i altres ofrenes votives que van ser retirats per manament dle bisbe de Vic.
L'any 1929, es van estrenar els Goigs de la Mare de Déu de la Font de la Vila de Manlleu amb lletra de mossèn Joan Puntí i Collell i música de mossèn Ferran Gorchs i Rabat que encara es canten. La font també va ser víctima dels temps polítics. El 1936, iniciada la Guerra Civil, es va destruir la imatge. Aleshores es va acordar canviar-ne el nom pel de “Font de la Igualtat”.
Un cop finalitzada la guerra el 1939, un devot manlleuenc va iniciar una subscripció per reconstruir-la novament. Va fer-se una nova imatge de pedra, obra de l'escultor Pere Puntí, reproducció de l'antiga. Per fer aquesta reproducció va aprofitar les restes de pedra de la figura de Sant Bernat Calbó que, en els primers dies de la Guerra Civil, s'havia estimbat de la part alta de la façana de la catedral de Vic. La reposició es va fer l'1 de setembre de 1940. A primers de la dècada de 1970, es va arranjar l'entorn de la font i es van canviar les rajoles que en decoraven el frontal. Les antigues estaven molt malmeses, s'havien col·locat al segle xix i eren d'una gran senzillesa. Les noves van ser obra del ceramista barceloní J. Vives, amb dibuix de Francesc d'A. Pujol i Escalé on consta un fragment dels goigs escrits l'any 1929.
A finals del segle xix, l diumenge dins l'octava de Corpus, en veïnat de la font de la Mare de Déu ja celebrava festa. Anualment, un grup de veïnes i veïns la segueixen organitzant: pell matí es diu una missa a l'església de Santa Maria i, a la tarda, es resa el rosari i es canten els goigs. L'any 2013 es van reeditar els goigs escrits per mossèn Puntí i musicats per mossèn Gorchs; l'edició va anar a càrrec de l'associació Amics dels Goigs de Barcelona.